# Radioconus riochcoensis
Radioconus riochcoensis és una espècie de mol·lusc gastròpode pertanyent a la família Charopidae.

## Hàbitat
És terrestre.

## Distribució geogràfica
És un endemisme del Brasil.